# 卫永清
卫永清（？—），中华人民共和国政治人物、外交官。
卫永清毕业于燕京大学历史系，1945年入党。
1976年，接替刘春担任中华人民共和国驻土耳其大使。1978年，由王越毅接任。1981年，任中华人民共和国驻委内瑞拉大使。1984年，任中华人民共和国驻肯尼亚大使。